# Euplexia plumbeomarginata
Euplexia plumbeomarginata là một loài bướm đêm trong họ Noctuidae.